# Dathina

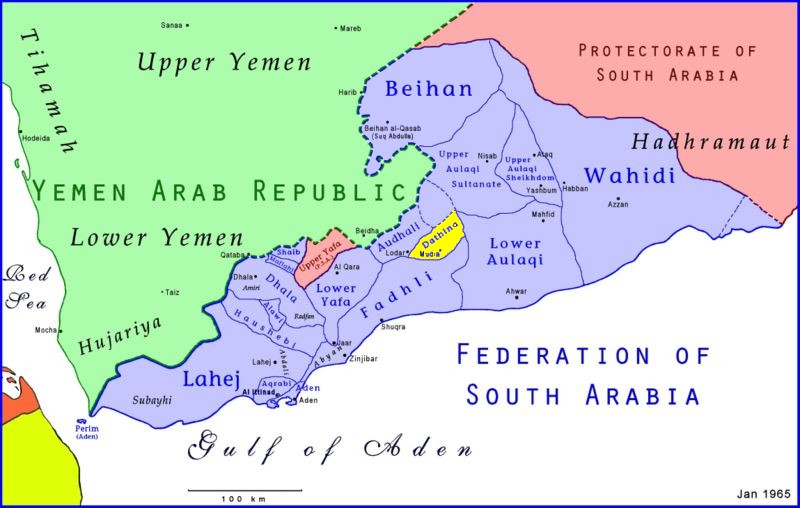
Ubicación de Dathina dentro de la Federación de Arabia del Sur (en amarillo)

Dathina (en árabe:دثينة, transliteración: Dathīnah) fue un estado del protectorado británico de Adén. Dathina fue uno de los miembros fundadores de la Federación de Emiratos Árabes del Sur, en 1959, y su sucesora, la Federación de Arabia del Sur, en 1963. Fue abolido en 1967, tras lo cual se integró a la República Popular de Yemen del Sur, por lo que actualmente el territorio pertenece a Yemen.
- Datos: Q1172593